# 迪尔斯泰勒
迪尔斯泰勒（法語：Durstel，法語發音：[dyʁstɛl] ⓘ；莱茵法兰克语：Durschtel）是法国下莱茵省的一个市镇，属于萨韦尔讷区。

## 地理
迪尔斯泰勒（48°53'30"N, 7°11'50"E）面积4.76 平方千米，位于法国大東部大區下莱茵省，该省份为法国大陆部分最东部的省份，是阿尔萨斯的一部分，今与上莱茵省组成了阿尔萨斯欧洲集体，其南至上莱茵省，西南接孚日省和默尔特-摩泽尔省，西接摩泽尔省，北与德国接壤。
与迪尔斯泰勒接壤的市镇（或旧市镇、城区）包括：阿斯维莱尔、德吕林根、阿当斯维莱、贝特维莱尔、雷克辛根、蒂耶方巴克。
迪尔斯泰勒的时区为UTC+01:00、UTC+02:00（夏令时）。

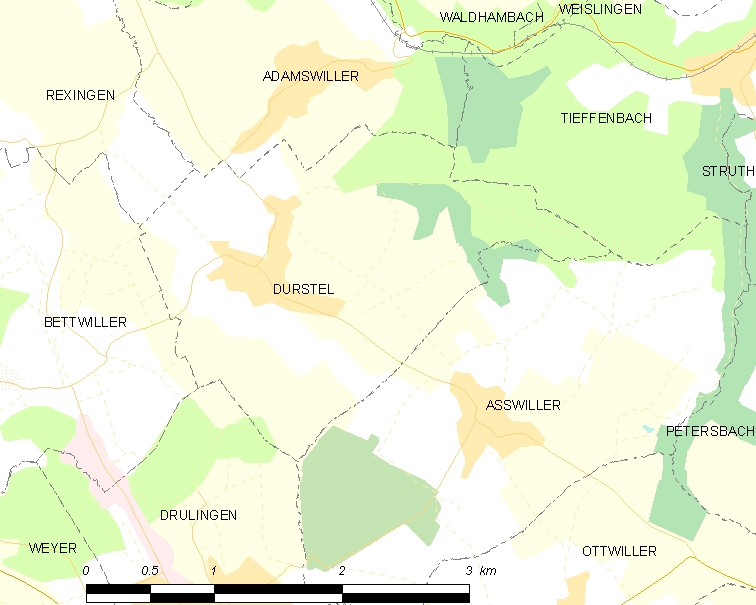
迪尔斯泰勒的OSM定位图

## 行政
迪尔斯泰勒的邮政编码为67320，INSEE市镇编码为67111。

## 政治
迪尔斯泰勒所属的省级选区为英维莱尔县。

## 人口

1962-2008年间迪尔斯泰勒人口变化图示

迪尔斯泰勒于2022年1月1日时的人口数量为419人。